# Principauté épiscopale de Münster
1180–1802
Entités précédentes :
- Saxe

Entités suivantes :
- Aremberg
- Oldenbourg
- Prusse
- Salm-Salm

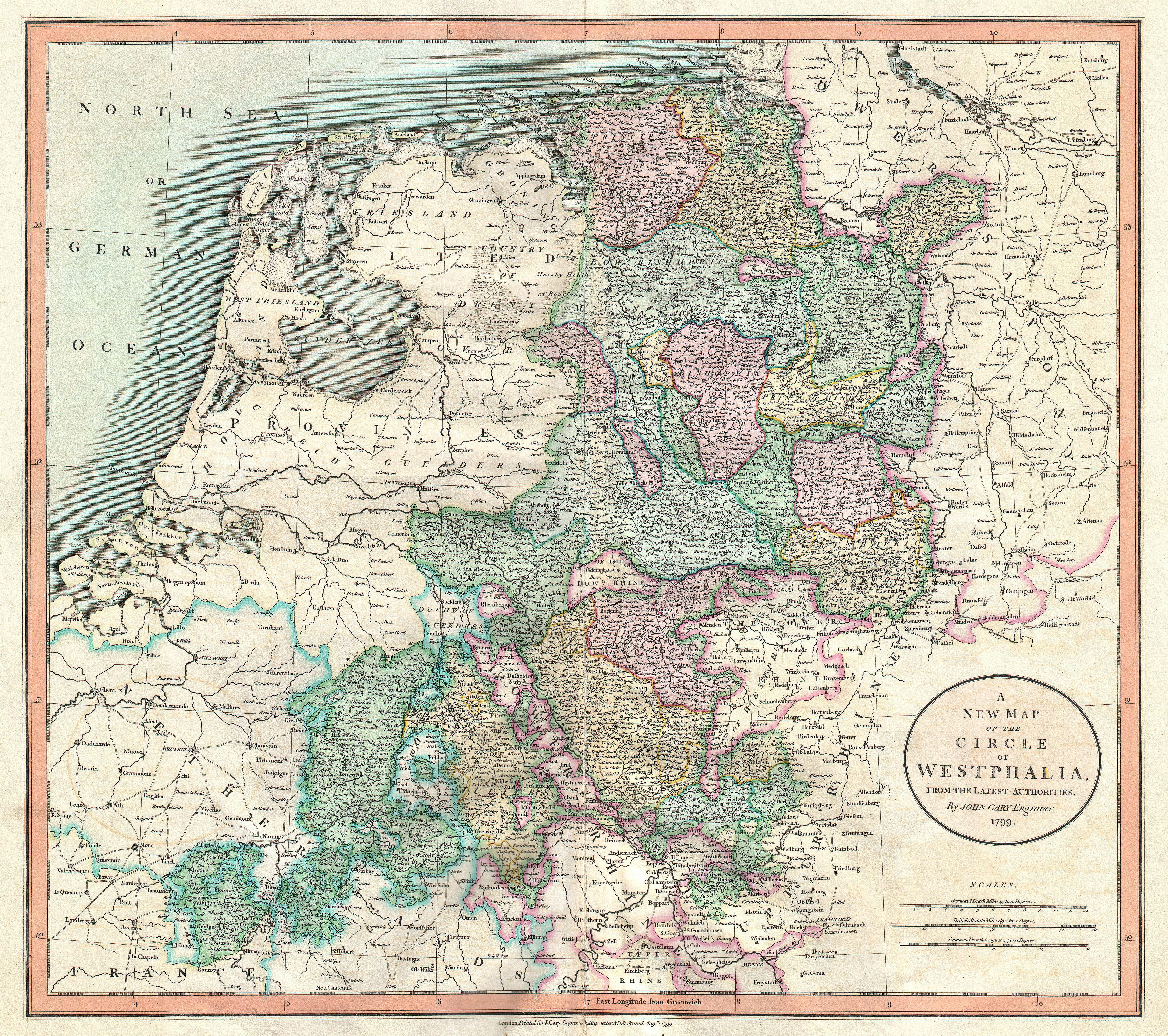
La principauté épiscopale de Münster (en bleu) dans le cercle du Bas-Rhin-Westphalie.

La principauté épiscopale de Münster (en allemand : Fürstbistum Münster) ou évêché de Münster (en latin : Episcopatus monasteriensis ; en allemand : Hochstift Münster) était une principauté ecclésiastique du Saint-Empire romain germanique, situé dans le nord de l'actuelle Rhénanie-du-Nord-Westphalie et l'ouest de la Basse-Saxe. Du XVIe au XVIIIe siècle, son histoire se confond souvent avec celle des principautés ecclésiastiques voisines : Cologne, Paderborn, Osnabrück, Hildesheim, et Liège.
Au XVIIe siècle, la principauté participa à plusieurs guerres contre les Provinces-Unies voisines : deuxième guerre anglo-néerlandaise, troisième guerre anglo-néerlandaise, guerre de Hollande.

## Territoire
L'évêché était bordé :
- Au nord, par la principauté de Frise-Orientale et le duché d'Oldenbourg ;
- À l'est, par le comté de Diepholz, le bas-comté de Lingen, le territoire de Schale du comté de Tecklembourg, le haut-comté de Lingen, le comté de Tecklembourg, la principauté épiscopale d'Osnabrück, la seigneurie de Rheda, le bailliage de Reckenberg de l'évêché d'Osnabrück, le comté de Rietberg et le condominium de Lippstadt ;
- À l'ouest, par les Provinces-Unies et le comté de Bentheim ;
- Au sud, par le duché de Clèves, le Vest Recklinghausen, le comté de La Marck et le duché de Westphalie.

## Subdivisions
L'évêché était divisé en haut-évêché (en allemand : Oberstift) et bas-évêché (Niederstift).
Le premier était subdivisé en neuf bailliages (en allemand : Amt, au singulier ; Ämter, au pluriel) dont les chefs-lieux respectifs étaient Ahaus, Bocholt, Dülmen, Horstmar, Rheine-Bervergern, Sassenberg, Stromberg (aujourd'hui, un quartier d'Oelde), Werne et Wolbeck (aujourd'hui Münster-Wolbeck, un quartier de l'arrondissement sud-est de Münster).
Le bas-évêché était, quant à lui, subdivisé en trois bailliages dont les chefs-lieux respectifs étaient Cloppenburg, Meppen et Vechta.